# Yamaha YZF-R3
Die Yamaha YZF-R3, auch als Yamaha R3 bekannt, ist ein Sportmotorrad des japanischen Herstellers Yamaha, das seit 2015 produziert wird. Sie gehört dem unteren Segment der Kategorie Supersportler an und ist Teil der R-Serie von Yamaha.

## Geschichte
Die Yamaha YZF-R3 wurde erstmals auf der Tokyo Motor Show 2013 vorgestellt und trat als Nachfolger der YZF-R125 und YZF-R250 auf. Die Entwicklung der R3 zielte darauf ab, ein Motorrad zu schaffen, das sowohl für den Straßenverkehr als auch für den Einsatz auf der Rennstrecke geeignet ist. Die Produktion begann 2015, und das Modell wurde schnell populär, insbesondere in Märkten, in denen der A2-Führerschein (in Europa) oder ähnliche Lizenzklassen existieren.

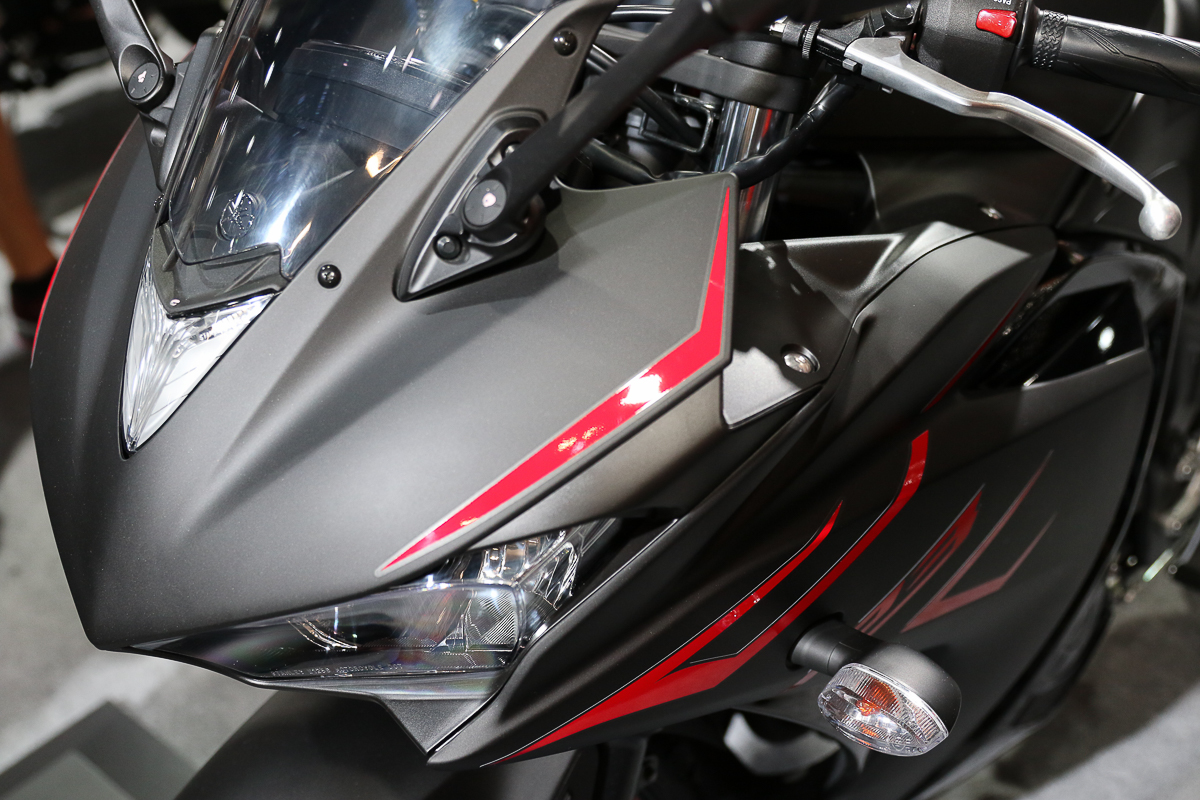
Die alte Front des Motorrads

2019 wurde das Modell optisch überarbeitet und somit die Aerodynamik optimiert. Dadurch entsteht bei der YZF-R3 neun Prozent weniger Luftwiderstand.

## Konstruktion

### Motor und Antrieb
Die YZF-R3 ist mit einem flüssigkeitsgekühlten, 321 cm³ großen Parallel-Twin-Motor ausgestattet, der eine maximale Leistung von etwa 42 PS (31 kW) bei 10.750/min hat und ein maximales Drehmoment von 30 Nm bei 9.000/min liefert. Der Motor ist mit einem 6-Gang-Getriebe gekoppelt und hat eine DOHC-Ventilsteuerung.

### Fahrwerk
Das Fahrwerk der YZF-R3 besteht aus einem Stahlrahmen. Die vordere Federung erfolgt durch eine Upside-Down-Teleskopgabel von Kayaba mit einem Durchmesser von 37 mm, während das hintere Federbein über einen Monoshock-Dämpfer verfügt. Die Bremsanlage umfasst doppelte Scheibenbremsen vorne (298 mm) und eine einzelne Scheibe hinten (220 mm). Die Bereifung besteht aus 17-Zoll-Rädern.

### Design
Das Design der YZF-R3 orientiert sich stark an den größeren Modellen der R-Serie, insbesondere an der YZF-R1.

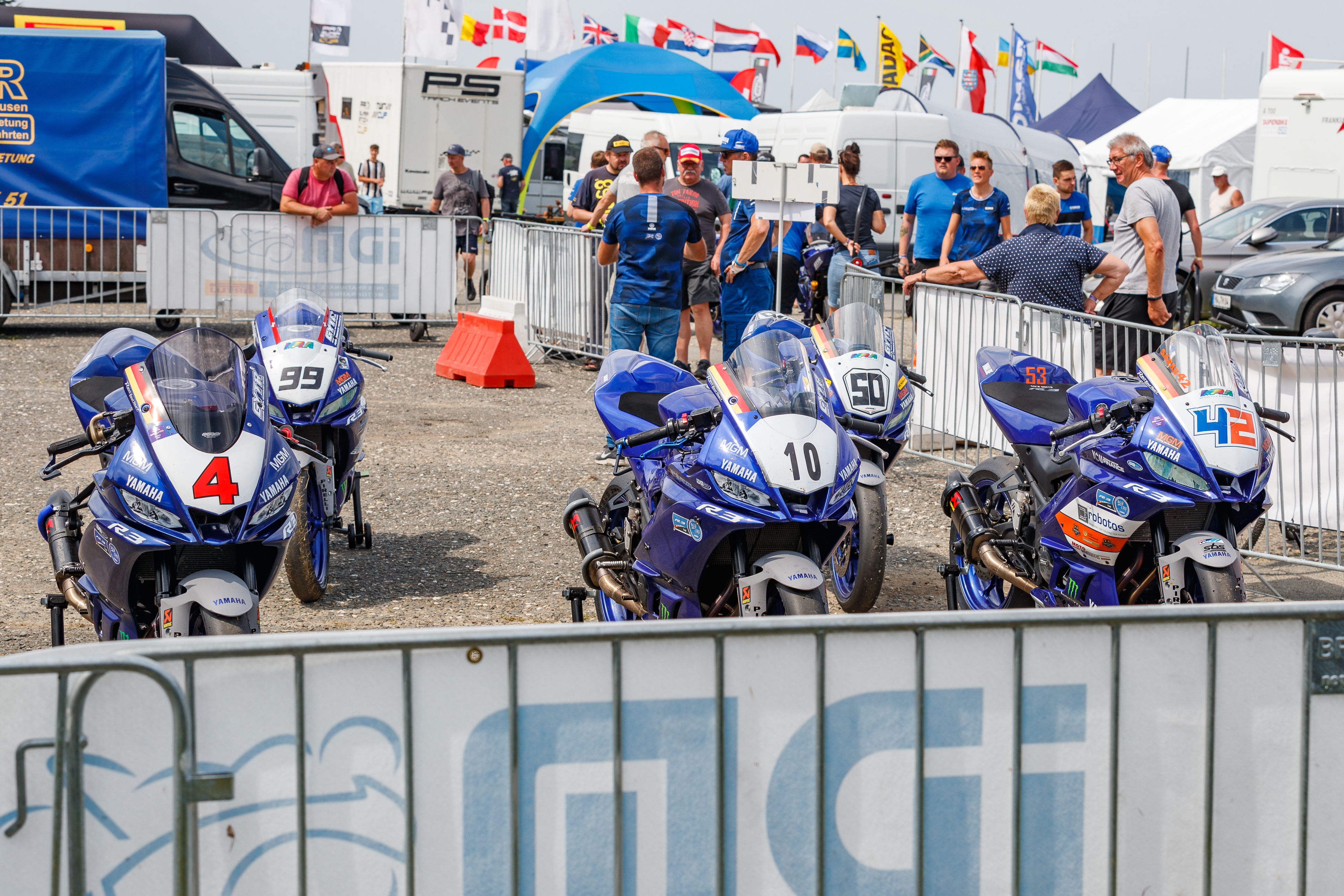
R3 Maschinen auf dem Yamaha R3 bLU cRU Cup (2021)

## Yamaha R3 bLU cRU Cup
Der Yamaha R3 bLU cRU Cup ist ein Motorradwettrennen, das jährlich stattfindet und in 12 Rennen ausgetragen wird. Es findet ausschließlich auf Yamaha YZF-R3 Modellen statt und ist auch unter dem Namen Yamaha R3 bLU cRU European Championship bekannt.

## Wissenswert
Das Motorrad steht in direkter Konkurrenz zur Kawasaki Ninja 300 und Honda CBR300R. Die Yamaha wird in den Farben Icon Blue und Midnight Black verkauft.